# Juan de Balmaseda (político)
Juan de Balmaseda y Censano Beltrán (Galilea, La Rioja, 16 de abril de 1702-Santiago de Chile, 29 de mayo de 1778) fue Gobernador interino del Reino de Chile entre 1768 y 1770. 

## Biografía
Abogado de profesión, fue designado oidor de la Real Audiencia de Chile en 1739, aunque asumió en Santiago en 1742. El gobernador José Antonio Manso de Velasco lo nombró juez de bienes de difuntos en 1743 y, posteriormente, durante la gobernación de Manuel Amat y Junyent, asumió como ministro de la Real Junta de Tabacos. Al morir el gobernador Antonio Guill y Gonzaga, dado que él era el oidor más antiguo del reino, ejerció la gobernación interina de Chile desde agosto de 1768. 
Bajo su breve mandato (1768-1770) los mapuches, con Lebian a la cabeza, se levantaron en armas y los pusieron en jaque en la Frontera. Para hacer frente a esta amenaza, organizó un ejército con presidiarios, los cuales actuaron de forma brutal con los nativos. Al enterarse de ello formó un regimiento con extranjeros residentes. En Concepción, mientras realizaba dichos preparativos, recibió la noticia de la llegada de su sucesor, el brigadier Francisco Javier de Morales y Castejón de Arroyo, al que hizo entrega del mando el 3 de marzo de 1770. Pasó a retiro en 1773.
Se casó en 1750 con Agustina Álvarez de Uceda (fallecida en 1761), quien ya había tenido dos matrimonios anteriores, uno de los cuales fue con el fiscal de la Real Audiencia de Chile, Martín Gregorio de Jáuregui.